# Kolista Polana
Kolista Polana (także: Okrągła Polanka, Okrągła Polana, Niżne Markowe Szczawiny) – niewielka polana na północnych zboczach Babiej Góry w Beskidzie Żywiecko-Orawskim.

## Położenie
Polana znajduje się nieco poniżej Górnego Płaju tuż na północny wschód od schroniska PTTK na Markowych Szczawinach. Leży na wysokości ok. 1160 m n.p.m. na wyraźnym, lokalnym wypłaszczeniu formującego się nieco niżej grzbietu Suchego Gronia. Nazwa pochodzi od kształtu polany, kiedyś rzeczywiście zbliżonego do koła. Polana leży w granicach Zawoi, w województwie małopolskim, w powiecie suskim na terenie Babiogórskiego Parku Narodowego.

## Historia
Polana istnieje od dawna. W przeszłości była dolną częścią rozległej hali pasterskiej o nazwie Markowa Hala, obejmującej m.in. również położone nieco wyżej Markowe Szczawiny. Wypasu zaniechano na niej zapewne najpóźniej na przełomie XIX i XX w.
Po powołaniu Babiogórskiego Parku Narodowego, przy stale rosnącym ruchu turystycznym, którego w sezonie nie było w stanie obsłużyć schronisko, Park utworzył na polanie niezagospodarowane pole namiotowe (nocujący korzystali z umywalni i toalet w schronisku). Biwakowanie na nim było możliwe do ok. połowy lat 80. XX w.
W drugiej połowie lat 60. XX w. w kręgach partyjnych wywodzących się z krakowskiej Nowej Huty zrodził się pomysł znacznej rozbudowy infrastruktury turystycznej północnych stoków Babiej Góry tak, by znacznie większe rzesze chętnych mogły zdobywać szczyt, na którym w 1912 r. miał stanąć Lenin. W 1968 r., gdy dobiegała końca budowa szosy z Zawoi przez Przełęcz Lipnicką na Orawę, powołany w Krakowie komitet społeczny zaproponował wzniesienie na Kolistej Polanie kosztem ok. 40 mln ówczesnych złotych wielkiego, żelbetowego hotelu górskiego. Miała temu towarzyszyć m.in. przebudowa Górnego Płaju na asfaltową szosę dojazdową z Krowiarek oraz budowa grawitacyjnego wodociągu, doprowadzającego akweduktem wodę z położonego wyżej ujęcia na potoku Szumiąca Woda. Jak podał Władysław Midowicz Istniał również cichy zamiar wybudowania kolejki linowej z podnóża na Markowe Szczawiny oraz wyciągu krzesełkowego z Markowych Szczawin na Kościółki. Projekt ten zagrażający w istocie istnieniu babiogórskiego Parku Narodowego, został zaniechany dzięki negatywnemu orzeczeniu komisji opiniującej projekty inwestycyjne. Istnieją przypuszczenia, że argumentem dla decydentów miały być informacje uzyskane od naukowców AGH w Krakowie o znacznej niestabilności północnych stoków Babiej Góry i możliwości wywołania wielkiego osuwiska planowanymi pracami budowlanymi.
Obecnie polana jest ogrodzona i niedostępna dla turystów. Przy jej południowym skraju łączą się w drodze do schroniska na Markowych Szczawinach znakowane szlaki turystyczne: zielony z Zawoi Składów przez Markową oraz czarny z Zawoi Podryzowanej przez Sulową Cyrhlę.